# قصة حب حقيقية حزينة جدا
قصة حب حقيقية حزينة جدا (Super Sad True Love Story) هي رواية ساخرة للكاتب الأمريكي غاري شتاينغارت. 
تدور أحداث الرواية في مدينة نيويورك البائسة في المستقبل القريب حيث تهيمن وسائل الإعلام والبيع بالتجزئة على الحياة.

## ملخص القصة
نجل مهاجر روسي، هو بطل الرواية ليونارد (ليني) أبراموف، رجل في متوسط العمر، من الطبقة المتوسطة، رجل عادي ما زالت عقليته في القرن الماضي، يقع في حب يونيس بارك، شابة أمريكية كورية من نيوجيرسي تكافح النزعة المادية وضغوط عائلتها الكورية التقليدية.
تتناوب الفصول بين كتابات من مذكرات ورسائل ليني القديمة ومراسلات البريد الإلكتروني اللاذعة ليونيس على حسابها في «غلوبال تينز».
في خلفية ما يبدو أنها قصة حب تتأرجح بين السطحية واليأس، ينكشف وضع سياسي قاتم. أمريكا على حافة الانهيار الاقتصادي، مهددة من قبل دائنيها الصينيين. في هذا البلد الغارق، الصناعات الثلاثة الوحيدة المتبقية هي وسائل الإعلام والائتمان والتجزئة. في غضون ذلك، تتمثل المهمة الرئيسية لحكومة الحزب الشمولي في تشجيع وتعزيز النزعة الاستهلاكية مع القضاء على المنشقين السياسيين،  في عهد الرئيس الأمريكي كورتيز.
أبراموف هو عضو في فئة «الطبقة الخلاقة»، التي تبيع إطالة الحياة طويلة الأجل للأفراد ذوي الملاءة المالية العالية في إيطاليا. إيطاليا هي الدولة الوحيدة والأخيرة في أوروبا التي لديها أي تعاملات ذات مغزى مع الولايات المتحدة. غزت الولايات المتحدة فنزويلا في مرحلة ما. 
في القصة، تتغير الأحوال العالمية بشدة، فنجد أن ستة ملايين يوان صيني تساوي 50 مليون دولار أمريكي. تم إصلاح الولايات المتحدة الأمريكية الحالية في إطار ديانة شبابية جديدة قائمة على موقع التواصل الاجتماعي «غلوبال تينز» المفرط التشبع، والذي يحتوي على عبارة "كلمات أقل = المزيد من المتعة! ! !.  ويطلق أحد أعضاء البنك المركزي الصيني على الولايات المتحدة اسم "دولة غير مستقرة، ويصعب حكمها، وتشكل خطرًا جسيمًا على النظام الدولي القائم على سيطرة الشركات وآليات التبادل" 
يشرح أبراموف، بصفته الراوي في الرواية، مستقبل الولايات المتحدة في أعقاب الانهيار المفاجئ لحكومة الحزبين، في حدث سياسي يسمى «التمزق».